# Luis Zelkowicz
Luis Zelkowicz Perera (1955) es un escritor venezolano de telenovelas. Ha realizado su carrera en la televisión para Venevisión, TV Azteca y Telemundo.

## Trayectoria

### Historias originales y adaptaciones para Telemundo y TV Azteca
- Natural Born Narco (2022)[1]
- Malverde: el santo patrón[2]  (2021)
- El Barón (2019)
- El Señor de los Cielos (2013-presente) — (con Mariano Calasso) Basada en la idea de Andrés López López.[3]
- El Chema (2016)
- Una maid en Manhattan (2011-2012) — Basada en los personajes de Edmond Dantes.
- Secretos del alma (2008-2009) — Original de Alicia Barrios.
- Sin vergüenza (2007) — Original de Francisca Fuenzalida Moure, Basada en la idea original de la telenovela chilena Entremedias.
- Corazón partido (2005-2006) — Original de Pablo Illanes.
- El alma herida (2003-2004) — Original de Manuel Muñoz Rico.
- Ladrón de corazones primera parte (2003) — Original de Leonardo Bechini y Óscar Tabernise.
- Cara o cruz (2001) — Original de Eliseo Alberto.
- Todo por amor primera parte (2000) — Original de Mónica Agudelo.
- El amor de mi vida (19981999) — Original de José Ignacio Cabrujas.
- Demasiado corazón (1997) — Idea original de Carlos Payán, Epigmenio Ibarra y Hernán Vera.

### Otros trabajos
- El perdón de los pecados (1996-1997)
- Ka Ina (1995)
- María Celeste (1994)
- Por amarte tanto (1992-1995)